# La Forêt des Mânes
Pour les articles homonymes, voir Manes.
La Forêt des Mânes est le huitième roman de Jean-Christophe Grangé paru le 2 septembre 2009 aux éditions Albin Michel.
Le roman s'inscrit dans une trilogie sur le mal (« bien que les histoires des trois livres soient indépendantes ») commencée avec La Ligne noire et poursuivie avec Le Serment des limbes. Ce troisième et dernier roman aborde « une remontée vers le Mal primitif et préhistorique ».

## Résumé
Jeanne Korowa, juge d’instruction au TGI de Nanterre, soupçonne son petit ami, Thomas, de la tromper. Abusant de son autorité, elle place sur écoute le psychanalyste de Thomas pour écouter ses séances et connaître la vérité... 
Recevant chaque soir ces enregistrements, elle se prend au jeu et écoute les séances de tous les patients. Jusqu’à surprendre un mystérieux visiteur, à l’accent espagnol, dont le fils autiste subit de terribles crises, peut-être meurtrières... 
Jeanne ne va pas tarder à comprendre que ce fils est sans doute le tueur cannibale qui terrifie Paris et sur lequel enquête son voisin de bureau, François Taine. 
Malheureusement, elle ne peut parler de ses écoutes illégales à personne... 
Après la mort de Taine, Jeanne va prendre l’enquête en main, totalement hors-la-loi. L’aventure la mènera au Nicaragua, au Guatemala puis au fond des lagunes d’Argentine, sur la piste d’un traumatisme préhistorique qui pourrait révéler l’origine de la violence chez l’homme.

## Éditions
Édition imprimée originale
- Jean-Christophe Grangé, La Forêt des Mânes : roman, Paris, éd. Albin Michel, 2 septembre 2009, 508 p., 24 cm (ISBN 978-2-226-19400-8, BNF 42046916)

Livre audio
- Jean-Christophe Grangé, La Forêt des Mânes, Paris, éd. Audiolib, 4 novembre 2009 (ISBN 978-2-35641-204-1, BNF 42083193)Texte intégral ; narratrice : Laurence Haziza ; support : 2 disques compacts audio MP3 ; durée : 16 h 54 min environ ; référence éditeur : Audiolib 25 0240 9.

Édition au format de poche
- Jean-Christophe Grangé, La Forêt des Mânes, Paris, Librairie générale française, coll. « Le Livre de poche » (no 32207), 4 mai 2011, 508 p., 18 cm (ISBN 978-2-253-15848-6, BNF 42564889)